# Jean Sadoul
Pour les articles homonymes, voir Sadoul.
Jean Sadoul, né le 3 novembre 1911 à Alès et mort le 2 septembre 1991 dans la même ville, fut le président de la Ligue Nationale de Football d'avril 1967 à 1991 après avoir été président de l'Olympique d'Alès de 1951 à 1957. 
Huissier de justice de métier qui quitta sa charge après le décès de sa femme et de sa fille dans un accident de voiture, il était président la Ligue lors de la grande réforme de 1970 abolissant la séparation entre professionnels et amateurs. Il fut déterminant dans le sauvetage de l'Olympique de Marseille en 1981 en accordant des dérogations sans lesquelles le club olympien aurait tout simplement disparu. Le souvenir des années 1960 et ses nombreux abandons de grands clubs pros était la hantise de Sadoul qui poussa à la diversification des recettes en introduisant la publicité sur les maillots et les diffusions massives de matchs par la télévision.
Son fils, Christian Sadoul, a été vice-président délégué de la Ligue nationale de football et président par intérim à la mort de son père en 1991.

## Sources
- France Football, N°2370 du 10 septembre 1991, « La disparition de Jean Sadoul », p.18-19

1. ↑  Éditions Larousse, « Archive Larousse : Journal de l'année Édition 1992 - dossier - Nécrologie », sur www.larousse.fr (consulté le 11 novembre 2018)
2. ↑  « Décès de Christian Sadoul - LFP.fr », sur www.lfp.fr (consulté le 11 novembre 2018)